# Landgericht Hechingen

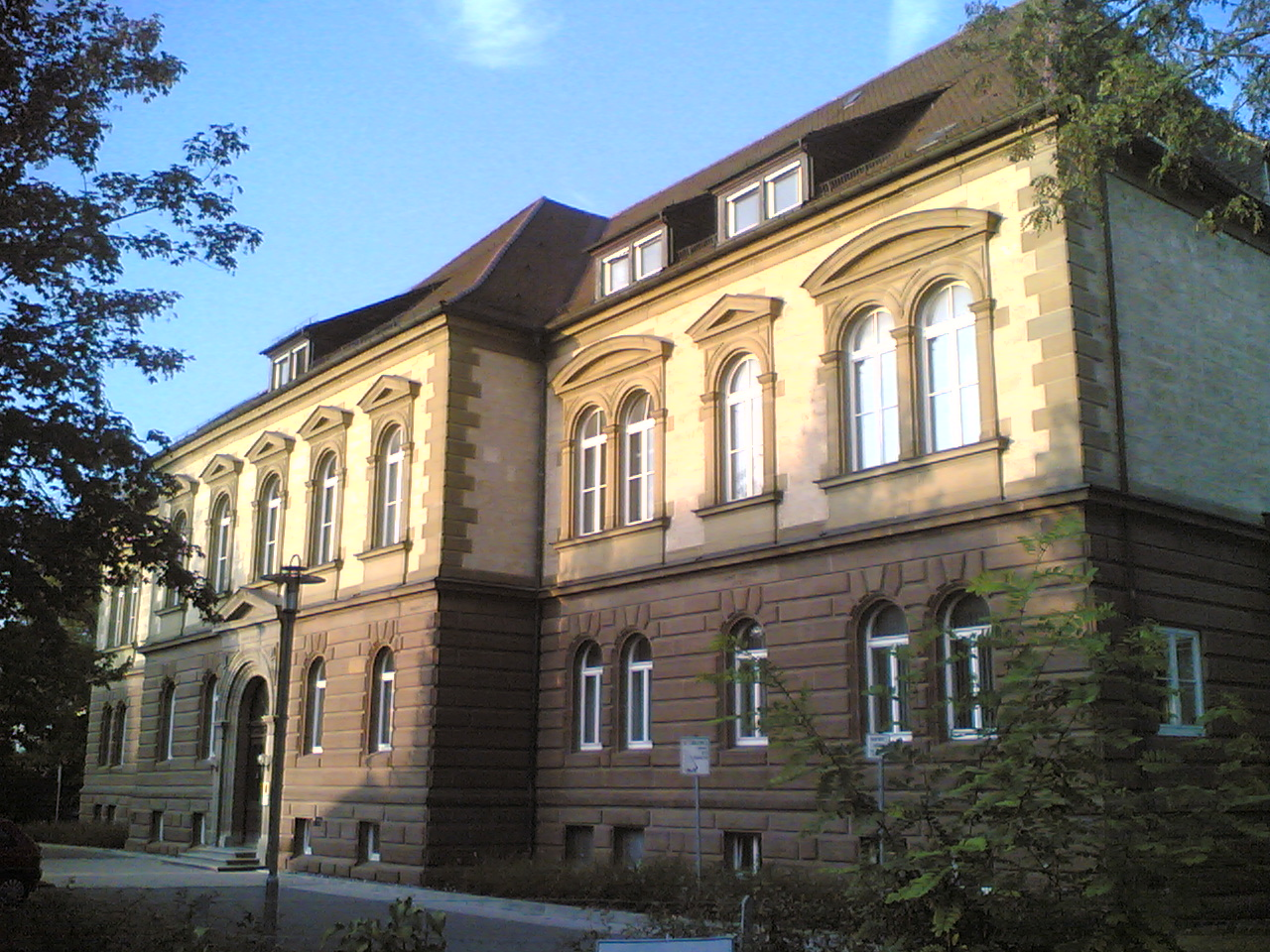
Amts- und Landgericht Hechingen

Das Landgericht Hechingen ist ein Gericht der ordentlichen Gerichtsbarkeit in Baden-Württemberg und eines von acht Landgerichten im Bezirk des Oberlandesgerichts Stuttgart.

## Gerichtssitz und -bezirk

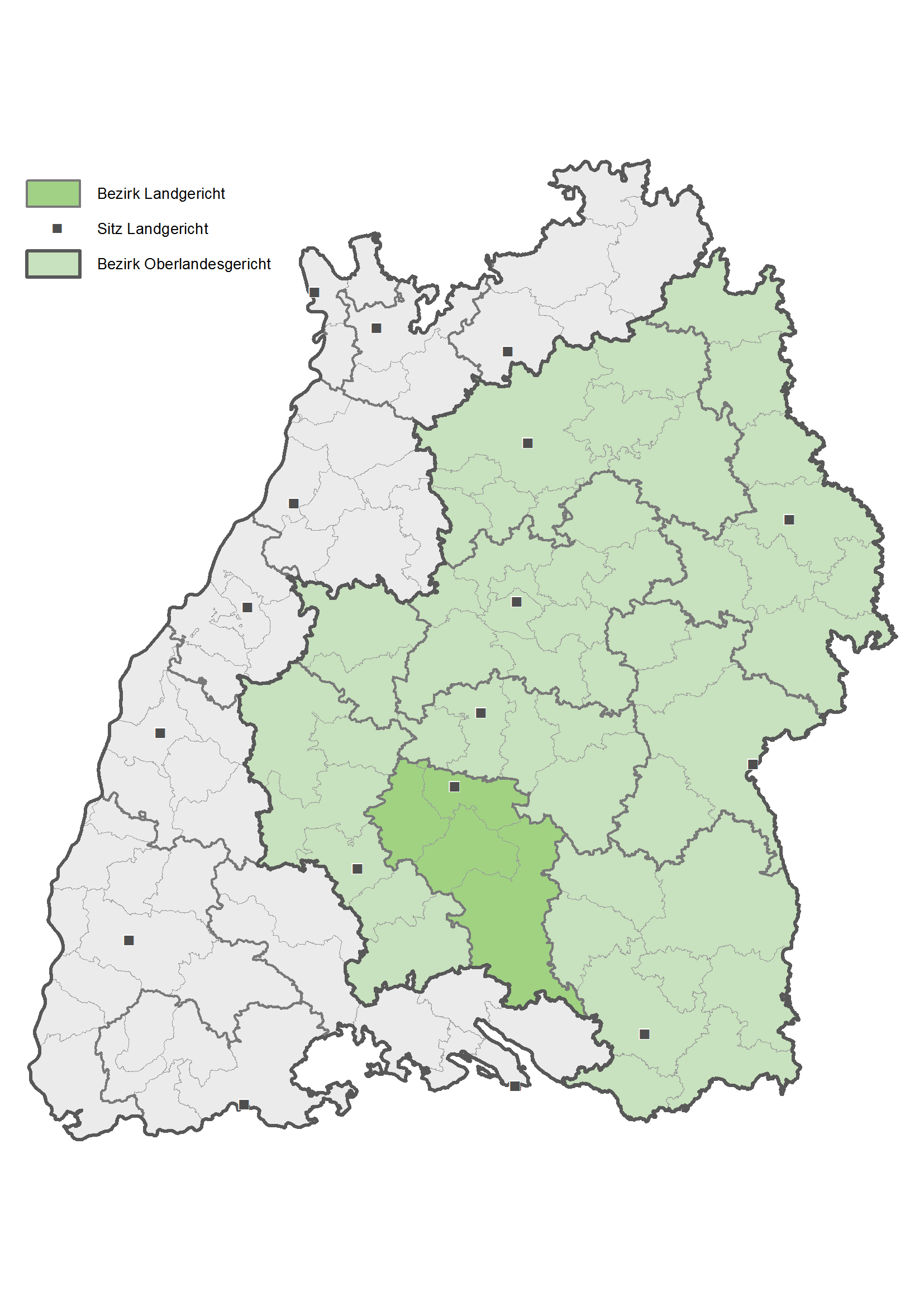
Karte des Landgerichtsbezirks Hechingen in Baden-Württemberg

Das Gericht hat seinen Sitz in Hechingen.
Zum Gerichtsbezirk gehören die vier Amtsgerichte Albstadt, Balingen, Hechingen und Sigmaringen.

## Übergeordnete Gerichte
Dem Landgericht Hechingen ist das Oberlandesgericht Stuttgart übergeordnet.

## Geschichte
In der Grafschaft Zollern mit der Hauptstadt Hechingen war der dortige Stadtschultheiß im frühen Mittelalter Vorsitzender eines zwölfköpfigen Gerichts, welches die Strafen aussprach. Oberster Gerichtsherren waren stets die Grafen und später die Fürsten von Hohenzollern. Vier Jahre nach der Revolution 1848/49 entstand das preußisch-hohenzollerische Kreisgericht Hechingen.
Im Rahmen der Reichsjustizgesetze wurden 1879 reichsweit einheitlich Oberlandes-, Land- und Amtsgerichte gebildet.
Das königlich preußische Landgericht Hechingen wurde mit Wirkung zum 1. Oktober 1879 als eines von fünf Landgerichten im Bezirk des Oberlandesgericht Frankfurt gebildet. Der Sitz des Gerichts war die Stadt Hechingen. Im waren fünf Amtsgerichte nachgeordnet:
| Amtsgericht              | Sitz         | Bezirk |
| ------------------------ | ------------ | --- |
| Amtsgericht Gammertingen | Gammertingen | Oberamtsbezirk Gammertingen außer den Teilen, die den Amtsgerichten Hechingen und Sigmaringen zugeordnet waren. |
| Amtsgericht Haigerloch   | Haigerloch   | Oberamtsbezirk Haigerloch sowie dem Gemeindebezirk Owingen aus dem Oberamt Hechingen. |
| Amtsgericht Hechingen    | Hechingen    | Oberamtsbezirk Hechingen ohne den Gemeindebezirk Owingen und aus dem Oberamtsbezirk Gammertingen die Gemeindebezirke Melchingen, Ringingen und Salmendingen. |
| Amtsgericht Sigmaringen  | Sigmaringen  | Oberamtsbezirk Sigmaringen ohne die Teile, die dem Amtsgericht Wald zugeordnet waren sowie aus dem Oberamtsbezirk Gammertingen den Stadtbezirk Vehringen und die Gemeindebezirke Benzingen, Blättringen, Frohnstetten, Hochberg, Kaiseringen, Storzingen, Straßberg und Veringendorf.                                                                 |
| Amtsgericht Wald         | Wald         | aus dem Oberamtsbezirk Sigmaringen die Gemeindebezirke Achberg, Deutwang, Dietershofen, Einhart, Gaisweiler, Glashütte, Hippetsweiler, Igelswies, Kalkofen, Kalkreute, Kappel, Levertsweiler, Liggersdorf, Magenbuch, Mindersdorf, Oberndorf, Ostrach, Otterswang, Reischach, Rengetsweiler, Spöck, Tafertsweiler, Thalheim, Walbertsweiler und Wald. |

Sein Sprengel umfasste den Regierungsbezirk Sigmaringen. Am Gericht waren 1880 ein Präsident, ein Direktor und sechs Richter beschäftigt.
In Folge der Weltwirtschaftskrise wurden 60 Amtsgerichte als Folge von Sparverordnungen aufgehoben. Mit der Verordnung über die Aufhebung von Amtsgerichten vom 30. Juli 1932 wurde das Amtsgericht Wald und das Amtsgericht Gammertingen zum 30. September 1932 aufgehoben und sein Sprengel dem Amtsgericht Sigmaringen zugeordnet. Es bestand aber in Wald noch bis zum 30. September 1948 eine Zweigstelle des Amtsgerichts Sigmaringen und in Gammertingen noch bis zum 30. Juni 1975 eine Zweigstelle des Amtsgerichts Sigmaringen.
Durch den preußisch-württembergischen Gerichtsgemeinschaftsvertrag vom Dezember 1922 wurde das Landgericht Hechingen ab dem 1. April 1923 dem württembergischen Oberlandesgericht Stuttgart zugeordnet. Gleichzeitig wurde das Amtsgericht Balingen dem Landgericht Hechingen zugeordnet. 1952 kam noch das neu errichtete Amtsgericht Ebingen hinzu.
Im Oktober 1945 wurde das Bundesland Württemberg-Hohenzollern gebildet. Zum 28. Juni 1946 entstand für dieses Land das Oberlandesgericht Tübingen, dem das Landgericht Hechingen zugeordnet wurde. Nach der Gründung des Landes Baden-Württemberg wurde dieses OLG zum 28. Juni 1953 aufgelöst und das Landgericht Hechingen kam wieder zum Oberlandesgericht Stuttgart.

## Gerichtsgebäude
Das Kreisgericht war in der Altstadt in einem Gebäude in der damaligen Schrannengasse untergebracht, welches nach dem Zweiten Weltkrieg einem Parkplatz wich. Bereits 1869 wurde mit einem Neubau südlich der Stadt begonnen. Das neue Landgerichtsgebäude in der Heiligkreuzstraße 9 wurde 1875 vollendet. Es beherbergt sowohl Teile des Amts- als auch das Landgericht. Am Bau beteiligt waren als Architekt Carl Libotte und Wilhelm Friedrich Laur als königlicher Regierungs- und Baurat. Das Dachgeschoss und der dritte Stock des spätklassizistischen Gebäudes brannten in den Kriegsjahren komplett aus. Die Schäden wurden noch 1942/43 behoben, jedoch wurde zur Reparatur lediglich ein neues Dach aufgesetzt, sodass das Gericht bis heute nur zwei Stockwerke besitzt.